# Otello Cirri
Otello Cirri (Badia a Settimo, 30 settembre 1908 – Pontedera, 1982) è stato un pittore italiano, sindaco di Pontedera dal 1946 al 1952.

## Biografia
Ancora bambino, si è trasferito con la famiglia da Badia a Settimo (FI) a Pontedera (PI). Ha conseguito il diploma all'Istituto d'Arte di Firenze. Prima della Liberazione si è dedicato esclusivamente alla pittura, affrescando chiese, palazzi privati ed edifici pubblici.
Dal 1946 al 1952 è stato sindaco di Pontedera (PI), ruolo nel quale si è distinto per impegno politico-civile, ripristinando non solo i servizi essenziali ma anche opere pubbliche della città ancora sconvolta dalle tragiche conseguenze della Seconda guerra mondiale. Iscritto al PCI, guida una giunta che comprende anche rappresentanti del PSI e dei cristiano-sociali. Personaggio di spicco della vita culturale del suo tempo, è stato promotore di numerosi eventi cittadini, tra i quali si ricorda il Teatro Popolare (a partire dal 1948), in collaborazione col pittore sanminiatese Dilvo Lotti, la mostra annuale di pittura "Città di Pontedera" e l'istituzione della biblioteca comunale.
Terminato l'impegno politico nel 1952, Cirri si è dedicato all'insegnamento e all'attività di pittore, partecipando a numerose mostre e manifestazioni, fra le quali si ricordano due edizioni della Quadriennale di Roma (1943 e 1955-56)
Cirri è morto a Pontedera nel 1982, all'età di 74 anni. L'Amministrazione comunale di Pontedera gli ha intitolato il Centro per l'Arte cittadino.